# Денацификација
Денацификација, настала је као последица настојања и рада победничких савезничких сила, по свршетку Другог светског рата, да у Немачкој пониште све трагове Хитлерове национал-социјалистичке владавине. У том циљу одржано је низ судских процеса од којих је најпознатији Нирнбершки процес, а припадницима национал-социјалистичке странке а неком носиоцима нацистичке власти забрањено је учешће у јавном животу и политичко организовање.
Већ 1951. године програм је изгубио на значају јер су западне државе, посебно Сједињене Америчке Државе, своју пажњу усмериле на опасности од комунизма.
Након Немачке и друге државе где су постојале присталице нациста су покушале сличан процес, са мање или више успеха. Денацификацију су започеле Русија и СССР,  Француска, Аустрија, Шпанија, Италија, Португал, Јапан...